# Diane de Poitiers (ballet)
Pour l’article homonyme, voir Diane de Poitiers.
Diane de Poitiers est un ballet, commandé par Ida Rubinstein à Jacques Ibert en 1934 et dont il a tiré une suite pour orchestre en 1937.

## Création

### Création du ballet
Ida Rubinstein crée le ballet écrit par Jacques Ibert en 1934.

### Création de laPremière suite
La Première suite est jouée aux concerts de l'orchestre du Conservatoire en mars 1937. La première suite démarre par une fanfare annonçant l'arrivée de Diane, et dont le style de l'époque est proche de celle de la Fanfare pour l'Éventail de Jeanne de Maurice Ravel ou la Fanfare pour précéder La Péri de Paul Dukas. La suite présente ensuite des thèmes variés, ainsi que des airs de danses anciennes.